# Digha-Nikaya
Der Dīgha Nikāya („Sammlung der längeren Lehrreden“, abgekürzt DN) ist der erste von fünf Nikayas („Sammlungen“), aus denen der Suttapitaka besteht.
Die längeren Lehrreden enthalten insgesamt 34 Reden, darunter z. B. die Mahasatipatthana Sutta, welche die Grundlage für die Meditation durch Achtsamkeit bildet, und die Mahaparinibbana Sutta, in der die letzten Monate des Buddha vor seinem Tod und von seiner Einäscherung beschrieben werden.
Die 34 Reden des Dīgha Nikāya sind in drei Gruppen eingeteilt:
| # | Gruppe             | Beschreibung |
| 1 | Silakkhandha-vagga | Die Gruppe über die Moral: sie enthält insgesamt 13 Suttas, darunter z. B. Potthapada Sutta (DN 9), welche die Vorzüge der Meditationspraxis erläutert.         |
| 2 | Maha-vagga         | Die Große Gruppe: sie enthält insgesamt 10 Suttas, hierin z. B. die Mahaparinibbana Sutta (DN 16).                                                              |
| 3 | Patika-vagga       | Die Patika-Gruppe: sie enthält insgesamt 11 Suttas, darin z. B. die Sigalaka Sutta (DN 31), in der der Buddha über Ethik und Übungen für Laienanhänger spricht. |

## Deutschsprachige Ausgaben
- Karl Eugen Neumann (Übers.): Die Reden des Buddha. Längere Sammlung. 2. Auflage. Beyerlein-Steinschulte, Stammbach 1996, ISBN 3-931095-15-0.
- Franke, Rudolf Otto (Übers.). Dīghanikāya: das Buch der langen Texte des buddhistischen Kanons / in Auswahl übers. Göttingen: Vandenhoeck & Ruprecht; Leipzig: J. C. Hinrichs, 1913 Digitalisat/Internet Archive
- Digha-Nikaya. Die lange Sammlung der Lehrreden. Aus dem Pali übersetzt und mit Anmerkungen und Erläuterungen versehen. Hg. vom Neu-Buddhistischen Verlag. Zehlendorf-West bei Berlin, Linden-Allee 17-19. 1920. [Im Vorwort werden Auswahlprinzipien genannt und erläutert. "Wir arbeiten nicht als Philologen, sondern als Buddhisten.", S. 6.]

## Englische Übersetzungen
- Dialogues of the Buddha, tr T. W. and C. A. F. Rhys Davids, 1899–1921, 3 volumes, Pali Text Society, Vol. 1, Vol. 2, Vol. 3.
- Thus Have I Heard: the Long Discourses of the Buddha, tr Maurice Walshe, Wisdom Pubs, 1987